# Марко Дуганджич
Марко Дуганджич (хорв. Marko Dugandžić, нар. 7 квітня 1994, Осієк) — хорватський футболіст, нападник румунського клубу «Рапід» (Бухарест).
Виступав, зокрема, за клуб «Осієк», а також юнацьку збірну Хорватії.
Чемпіон Румунії.

## Клубна кар'єра
Народився 7 квітня 1994 року в місті Осієк. Вихованець футбольної школи клубу «Осієк». Дорослу футбольну кар'єру розпочав 2012 року в основній команді того ж клубу, в якій провів три сезони, взявши участь у 38 матчах чемпіонату. 
Згодом з 2015 по 2022 рік грав у складі команд «Тернана», «Матера», «Осієк», «Ботошані», «Сочі» та «ЧФР Клуж».
До складу клубу «Рапід» (Бухарест) приєднався 2022 року. 

## Виступи за збірні
У 2009 році дебютував у складі юнацької збірної Хорватії (U-16), загалом на юнацькому рівні взяв участь у 15 іграх, відзначившись 13 забитими голами.

## Статистика виступів

### Статистика клубних виступів
| Сезон                | Команда              | Чемпіонат            | Чемпіонат | Чемпіонат | Національний кубок | Національний кубок | Національний кубок | Coppe internazionali | Coppe internazionali | Coppe internazionali | Інші змагання | Інші змагання | Інші змагання | Усього | Усього |
| Сезон                | Команда              | Ліга                 | Ігор      | Голів     | Ліга               | Ігор               | Голів              | Ліга                 | Ігор                 | Голів                | Ліга          | Ігор          | Голів         | Ігор   | Голів  |
| -------------------- | -------------------- | -------------------- | --------- | --------- | ------------------ | ------------------ | ------------------ | -------------------- | -------------------- | -------------------- | ------------- | ------------- | ------------- | ------ | ------ |
| 2012–13              | «Осієк»              | 1. ХФЛ               | 6         | 0         | КХ                 | 0                  | 0                  | ЛЄ                   | 2                    | 0                    | -             | -             | -             | 8      | 0      |
| 2013–14              | «Осієк»              | 1. ХФЛ               | 26        | 3         | КХ                 | 4                  | 3                  | -                    | -                    | -                    | -             | -             | -             | 30     | 6      |
| 2014-січ. 2015       | «Осієк»              | 1. ХФЛ               | 6         | 0         | КХ                 | 1                  | 0                  | -                    | -                    | -                    | -             | -             | -             | 7      | 0      |
| січ.-черв. 2015      | «Тернана»            | B                    | 6         | 0         | КІ                 | -                  | -                  | -                    | -                    | -                    | -             | -             | -             | 6      | 0      |
| 2015–16              | «Тернана»            | B                    | 12        | 1         | КІ                 | 2                  | 1                  | -                    | -                    | -                    | -             | -             | -             | 14     | 2      |
| 2016–17              | «Тернана»            | B                    | 3         | 0         | КІ                 | 2                  | 0                  | -                    | -                    | -                    | -             | -             | -             | 5      | 0      |
| Усього за Ternana    | Усього за Ternana    | Усього за Ternana    | 21        | 1         |                    | 4                  | 1                  |                      | -                    | -                    |               | -             | -             | 25     | 2      |
| 2017–18              | «Матера»             | C                    | 25        | 5         | КІ+CIC             | 0+1                | 0+1                | -                    | -                    | -                    | -             | -             | -             | 26     | 6      |
| 2019                 | «Осієк»              | 2. ХФЛ               | 2         | 0         | -                  | -                  | -                  | -                    | -                    | -                    | -             | -             | -             | 2      | 0      |
| жовт. 2018–19        | «Осієк»              | 1. ХФЛ               | 3         | 0         | КХ                 | 2                  | 2                  | ЛЄ                   | -                    | -                    | -             | -             | -             | 5      | 2      |
| 2019-січ. 2020       | «Осієк»              | 1. ХФЛ               | 3         | 0         | КЧ                 | 1                  | 1                  | ЛЄ                   | 1                    | 0                    | -             | -             | -             | 5      | 1      |
| Усього за «Осієк»    | Усього за «Осієк»    | Усього за «Осієк»    | 44        | 3         |                    | 8                  | 6                  |                      | 3                    | 0                    |               | -             | -             | 55     | 9      |
| січ.-черв. 2020      | «Ботошані»           | ЧР                   | 4+9       | 4+4       | КР                 | -                  | -                  | -                    | -                    | -                    | -             | -             | -             | 13     | 8      |
| лип.-жовт. 2020      | «Ботошані»           | ЧР                   | 5         | 2         | КР                 | 0                  | 0                  | ЛЄ                   | 2                    | 1                    | -             | -             | -             | 7      | 3      |
| Усього за «Ботошані» | Усього за «Ботошані» | Усього за «Ботошані» | 18        | 10        |                    | 0                  | 0                  |                      | 2                    | 1                    |               | -             | -             | 20     | 12     |
| жовт. 2020–21        | «Сочі»               | ПЛ                   | 14        | 1         | КР                 | 3                  | 1                  | -                    | -                    | -                    | -             | -             | -             | 17     | 2      |
| Усього за кар'єру    | Усього за кар'єру    | Усього за кар'єру    | 124       | 20        |                    | 16                 | 9                  |                      | 5                    | 1                    |               | -             | -             | 145    | 30     |

## Титули і досягнення
- Чемпіон Румунії (1):

«ЧФР Клуж»: 2021-2022
- Найкращий бомбардир Чемпіонату Румунії (1):

«Рапід» (Бухарест): 2022–23